# Jacek (serial telewizyjny)
Jacek – polski serial dla dzieci z 1993 roku w reżyserii Andrzeja Maleszki. 
Serial składa się z siedmiu 15-minutowych odcinków opowiadających o przygodach tytułowego chłopca o imieniu Jacek (Krzysztof Nguyen).  Produkcja charakteryzuje się brakiem dialogów.

## Lista odcinków
1. Czerwone serduszko
2. Dłonie
3. Los
4. Prezent
5. Strach na wróble
6. Kobra
7. Wyścig

## Obsada aktorska
- Krzysztof Nguyen – Jacek
- Magdalena Gensler – siostra Jacka
- Leszek Knasiecki – brat Jacka
- Ewa Bakalarska – mama
- Andrzej Grabarczyk – tata
- Artur Barciś
- Zbigniew Buczkowski
- Ali Hussain
- Jerzy Knetik
- Krzysztof Kowalewski
- Joachim Lamża
- Lech Łotocki
- Jerzy Mahler
- Andrzej Mastalerz
- Wirginia Pietryga
- Artur Pontek
- Tomasz Preniasz
- Jan Prosiński
- Agnieszka Suchora
- Roman Szafrański
- Andrzej Zagdański
- Beata Żurek

## Nagrody[2]
- 1994: Międzynarodowy Festiwal Filmów dla Dzieci w Chicago – nagroda jury (odcinek Dłonie)
- 1994: KFF dla Dzieci w Poznaniu – nagroda „Poznańskie Koziołki” dla najlepszego filmu aktorskiego (odcinek Wyścig)
- 1994: KFF dla Dzieci w Poznaniu – wyróżnienie jury dziecięcego „Marcinek”
- 1994: Festiwal Telewizyjny w Nowym Jorku – srebrny medal